# Массинг, Бенжамен
Бенжамен Массинг (фр. Benjamin Massing; 20 июня 1962, Эдеа — 9 декабря 2017, Эдеа) — камерунский футболист, центральный защитник, игрок национальной сборной, участник чемпионата мира 1990 года и трёх финальных турниров Кубка Африки.

## Биография

### Клубная карьера
На родине выступал за клубы ОМКБП (Баменда), «Диамант» (Яунде) и «Олимпик» (Мволье). В составе «Олимпика» стал обладателем Кубка Камеруна в 1992 году.
В 1988 году перешёл во французский «Кретей», который в том сезоне дебютировал на профессиональном уровне. Провёл в команде три сезона во втором дивизионе, сыграв 41 матч и забив 3 гола — 27 матчей в первом сезоне и по 7 — в двух последующих.

### Карьера в сборной
В национальную сборную Камеруна впервые был вызван в 1985 году тренером Клодом Леруа.
В составе сборной участвовал в трёх финальных турнирах Кубка африканских наций — в 1988, 1990 и 1992 годах. В 1988 году стал победителем турнира, а в 1992 году — полуфиналистом (4-е место).
В 1990 году участвовал в финальном турнире чемпионата мира и запомнился грубой игрой, особенно в подкатах. В стартовом матче с Аргентиной фолил на Диего Марадоне и был удалён за фол против Клаудио Каниджи, что однако не помешало Камеруну одержать сенсационную победу 1:0. Также вышел на поле в четвертьфинальном матче с Англией (2:3), где получил жёлтую карточку и заработал пенальти в свои ворота за фол против Гари Линекера.
Всего сыграл за сборную 34 матча (по другим данным, 21 матч), забил 1 гол. Автором гола стал 3 августа 1987 года в матче Африканских игр против Кении (3:3).
Скончался 9 декабря 2017 года в Эдеа на 56-м году жизни.

## Личная жизнь
Его сводный брат, Жорж Муйеме, также был футболистом, выступал за национальную сборную и играл на профессиональном уровне в Европе.